# Arghișu
Arghișu – wieś w Rumunii, w okręgu Kluż, w gminie Aghireșu. W 2011 roku liczyła 146 mieszkańców.